# Blue Velvet

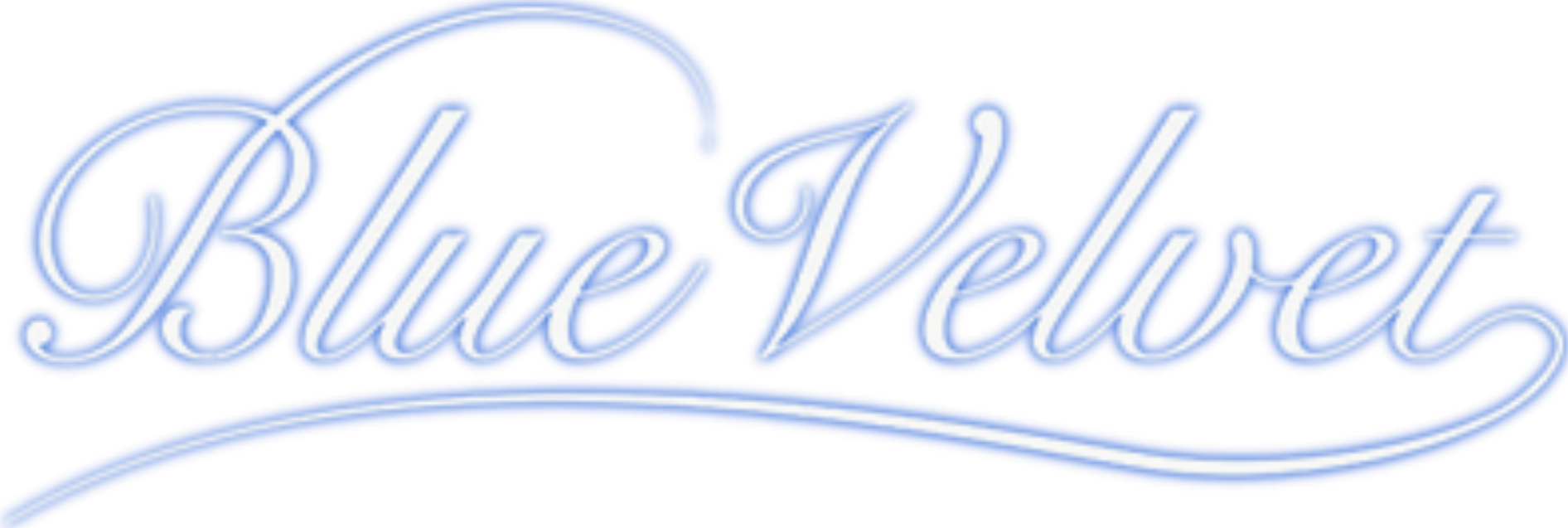
Blue Velvet logo

Blue Velvet – amerykański dramat kryminalny, dreszczowiec neo-noir z 1986 w reżyserii Davida Lyncha. Na ekranach kin amerykańskich pojawił się 12 sierpnia tego samego roku, w Polsce w 1988.

## Opis filmu
W ciepły pogodny dzień, w miasteczku Lumberton, pewien mężczyzna podlewając ogródek dostaje nagle ataku serca. Jego syn, Jeffrey odwiedza go w szpitalu, a wracając do domu znajduje ludzkie ucho. Zanosi je detektywowi, a od jego córki, Sandy Williams dowiaduje się, że z tą sprawą wiąże się postać Dorothy Vallens, tajemniczej, emocjonalnie wyniszczonej piosenkarki z nocnego klubu. Wiedziony ciekawością mężczyzna rozpoczyna wraz z córką detektywa prywatne śledztwo.

## Twórcy filmu
- Reżyseria: David Lynch
- Scenariusz: David Lynch
- Zdjęcia: Frederick Elmes
- Scenografia: Edward LeViseur
- Muzyka: Angelo Badalamenti, David Lynch

## Obsada
- Isabella Rossellini – Dorothy Vallens
- Kyle MacLachlan – Jeffrey Beaumont
- Dennis Hopper – Frank Booth
- Laura Dern – Sandy Williams
- Hope Lange – pani Williams
- George Dickerson – detektyw Williams
- Fred Pickler – detektyw Tom Gordon
- Priscilla Pointer – pani Beaumont
- Jack Harvey – Tom Beaumont
- Dean Stockwell – Ben
- Brad Dourif – Raymond
- Jack Nance – Paul
- Ken Stovitz – Mike
- Dick Green – Don Valens
- Philip Markert – doktor Gynde
- Moses Gibson – Ed
- Frances Bay – ciotka Barbara
- Selden Smith – siostra Cindy
- Peter Carew – koroner
- Jon Jon Snipes – mały Donny
- Angelo Badalamenti – pianista
- Jean Pierre Viale – mistrz ceremonii
- Donald Moore – posterunkowy
- Katie Reid – uczestniczka party
- Michelle Sasser – uczestniczka party

## Nominacje
Oscary za rok 1986
- Najlepsza reżyseria - David Lynch

Złote Globy 1986
- Najlepszy scenariusz - David Lynch
- Najlepszy aktor drugoplanowy - Dennis Hopper